# Williams FW25
El Williams FW25 fue un monoplaza de Fórmula 1 diseñado por Williams y propulsado por un motor BMW V10. El auto fue usado por Williams para el campeonato 2003. Tres pilotos condujeron el FW25, con Marc Gené reemplazando al piloto regular, Ralf Schumacher para el Gran Premio de Italia después de que el alemán sufriera un accidente en la curva Lesmo 1 del circuito antes de esa carrera. El otro piloto regular, Juan Pablo Montoya, comenzó el Gran Premio de la temporada.

## Temporada 2003
El diseño del Williams FW25 fue una marcada evolución con respecto a su predecesor, el Williams FW24, algo que Williams no había hecho entre 2001 y 2002. Nuevo en el equipo de diseño de 2003 fue Antonia Terzi, ex aerodinamista de Ferrari, quien trabajó con el diseñador existente Gavin Fisher después de la partida del exjefe aerodinámico, Geoff Willis.
Aunque el coche podría haber ganado fácilmente su primer Gran Premio durante el Gran Premio de Australia, pero por un costoso giro del piloto colombiano Juan Pablo Montoya, el coche no se estableció entre los primeros en la parrilla hasta el Gran Premio de Austria donde el colombiano lideró antes de retirarse por una falla en el motor. Hasta esa carrera, ambos pilotos se quejaron de subviraje debido a fallas en el diseño del auto.
Un nuevo neumático delantero, más ancho, presentado por Michelin en el Gran Premio de Mónaco, desbloqueó el potencial del FW25, que ganaría esa carrera, lograría un segundo y tercer puesto en el Gran Premio de Canadá, y luego ganaría 2 victorias consecutivas en el Gran Premio de Europa en Nürburgring,  el Gran Premio de Francia en Magny-Cours.

Un cambio en el ancho del neumático delantero causado por una protesta presentada por Bridgestone, a través del equipo Ferrari después del Gran Premio de Hungría causó controversia en el paddock, con Williams inclinado a perder su ventaja competitiva después de esa carrera debido a un diseño de neumático más delgado que compitió en el Gran Premio de Italia en Monza aparentemente en desacuerdo con el neumático más ancho que Williams trajo con gran efecto en Mónaco. A pesar del segundo lugar de Montoya en Monza, poder permanecer con el eventual campeón mundial Michael Schumacher, el FW25 no ganaría una carrera en las últimas tres carreras de la temporada, el Gran Premio de Italia, el Gran Premio de los Estados Unidos y el Gran Premio de Japón,  tomaron lugar después del rediseño del neumático. De hecho, después del segundo puesto de Montoya en Italia, el FW25 no ganaría otro podio en la temporada 2003, aunque el colombiano lideró la carrera final en Suzuka antes de retirarse por un problema hidráulico.

## Resultados

### Fórmula 1
(Clave) (negrita indica pole position) (cursiva indica vuelta rápida)

| Año     | Motor           | Neu. | N.º | Pilotos            | 1   | 2   | 3   | 4   | 5   | 6   | 7   | 8   | 9   | 10  | 11  | 12  | 13  | 14  | 15  | 16  | Puntos | Pos. |
| ------- | --------------- | ---- | --- | ------------------ | --- | --- | --- | --- | --- | --- | --- | --- | --- | --- | --- | --- | --- | --- | --- | --- | ------ | ---- |
| 2003    | BMW P83 3.0 V10 | M    |     |                    | AUS | MYS | BRA | SMR | ESP | AUT | MON | CAN | EUR | FRA | GBR | GER | HUN | ITA | USA | JPN | 144    | 2.º  |
| 2003    | BMW P83 3.0 V10 | M    | 3   | Juan Pablo Montoya | 2   | 11  | Ret | 7   | 4   | Ret | 1   | 3   | 2   | 2   | 2   | 1   | 3   | 2   | 6   | Ret | 144    | 2.º  |
| 2003    | BMW P83 3.0 V10 | M    | 4   | Ralf Schumacher    | 8   | 4   | 7   | 4   | 5   | 6   | 4   | 2   | 1   | 1   | 9   | Ret | 4   |     | Ret | 12  | 144    | 2.º  |
| 2003    | BMW P83 3.0 V10 | M    | 4   | Marc Gené          |     |     |     |     |     |     |     |     |     |     |     |     |     | 5   |     |     | 144    | 2.º  |
| Fuente: |                 |      |     |                    |     |     |     |     |     |     |     |     |     |     |     |     |     |     |     |     |        |      |